# Drăghicești (okręg Prahova)
Drăghicești – wieś w Rumunii, w okręgu Prahova, w gminie Cosminele. W 2011 roku liczyła 6 mieszkańców.